# Ventura F. López
Ventura Fernández López (Bárcena de Pie de Concha, 1866-Toledo, 1944) fue un escritor, sacerdote, periodista, arqueólogo y cervantista español.

## Biografía
Nació en la localidad santanderina de Bárcena de Pie de Concha el 14 de julio de 1866. Colaboró en la prensa filipina, concretamente en La Voz de España, y más adelante en publicaciones periódicas españolas como Nuevo Mundo, Por esos Mundos, El Debate y El Siglo Futuro. Entre sus publicaciones se encontraron títulos como El filibustero (novela corta filipina, Madrid, 1893), Theologales (sonetos, 1895), Un sueño (poema, 1897), Homenaje á Toledo con motivo de la traslación de los restos de Garcilaso de la Vega (Toledo, 1900) y La Rota (canto épico, Toledo, 1901). López, a cuya obra literaria se le ha achacado una «escasísima calidad», cultivó también la arqueología y el cervantismo. Falleció el 17 de noviembre de 1944 en el manicomio del Nuncio, en Toledo.